# Potwierdzenie wistu
Potwierdzenie wistu, potwierdzenie pierwszego wistu, marka zastępcza – w brydżu, umowny sygnał obrońców; "drugi broniący, czyli ten który siedzi za dziadkiem, ma obowiązek w pierwszej lewie zagranej przez rozgrywającego dać informację, czy w kolorze pierwszego wistu ma jeszcze walory czy nie".
|   |            | ♠     | x x   |   |         |
| ♥ | D 10 x     |       |       |   |         |
| ♦ | x x x x    |       |       |   |         |
| ♣ | A K D W    |       |       |   |         |
| ♠ | A 10 x x x | NW ES | NW ES | ♠ | D W x   |
| ♥ | x x x      | NW ES | NW ES | ♥ | K W x x |
| ♦ | K x        | NW ES | NW ES | ♦ | 10 9 x  |
| ♣ | x x x      | NW ES | NW ES | ♣ | 10 8 2  |
|   |            | ♠     | K x x |   |         |
| ♥ | A x x      |       |       |   |         |
| ♦ | A D W x    |       |       |   |         |
| ♣ | x x x      |       |       |   |         |

S rozgrywa 3BA po wiście małym pikiem.  Na zagraną z dziadka blotkę E gra Waleta, a S bierze tę lewę królem i gra trefla.  Zakładając, że obrońcy używają ustalenia "potwierdzenia wistu", gracz E dołoży do tej lewy dziesiątkę trefl potwierdzając wartości w pikach i zachęcając partnera do kontynuacji tego koloru po dojściu do ręki królem karo.

|   |            | ♠     | x x   |   |         |
| ♥ | D 10 x     |       |       |   |         |
| ♦ | x x x x    |       |       |   |         |
| ♣ | A K D W    |       |       |   |         |
| ♠ | A 10 x x x | NW ES | NW ES | ♠ | W x x   |
| ♥ | x x x      | NW ES | NW ES | ♥ | A W x x |
| ♦ | K x        | NW ES | NW ES | ♦ | 10 9 x  |
| ♣ | x x x      | NW ES | NW ES | ♣ | 10 8 2  |
|   |            | ♠     | K D x |   |         |
| ♥ | K x x      |       |       |   |         |
| ♦ | A D W x    |       |       |   |         |
| ♣ | x x x      |       |       |   |         |

W przypadku nieco różnym, E na zagranego trefla rzuci dwójkę sugerując zmianę ataku – w tym przypadku na kiera aby podegrać pika.